# ヤキモヴォ
座標: 北緯43度39分 東経23度22分 / 北緯43.650度 東経23.367度

ヤキモヴォ
Якимовоヤキモヴォ ブルガリア内のヤキモヴォの位置

ヤキモヴォ（ブルガリア語:Якимово、Yakimovo、IPA:/ja.ki.mu.vu/）はブルガリア北西部の町、およびそれを中心とした基礎自治体。モンタナ州の北部に位置している。
ヤキモヴォは20世紀になってから、3つの村プロゴレレツ（Прогорелец / Progorelets）、コテノフツィ（Котеновци / Kotenovtsi）、ヴォイニツィ（Войници / Voynitsi）が合併して誕生した。ヤキモヴォは西部ドナウ平原にあり、ドナウ川の支流ツィブリツァ川（Цибрица / Tsibritsa）が町を横切っている。1972年、紀元前2世紀から紀元前1世紀のものと思われる銀の宝物が付近で発見され、ヤキモヴォ宝物と呼ばれている。

## 町村
ヤキモヴォ基礎自治体（Община Якимово）には、その中心であるヤキモヴォをはじめ、以下の町村（集落）が存在している。
- Долно Церовене
- Дългоделци

- Комощица
- Якимово